# Ligne d'Amsterdam à Rotterdam
La ligne d'Amsterdam à Rotterdam (surnommée en néerlandais Oude Lijn, littéralement « vieille ligne ») relie la gare centrale d'Amsterdam à la gare centrale de Rotterdam via la gare de Haarlem. Depuis 2011, elle est empruntée par les trains directs d'Amsterdam à La Haye et d'Amsterdam à Rotterdam, à l'exception de ceux passant par Woerden et Schiphol.

## Histoire

### Ouverture

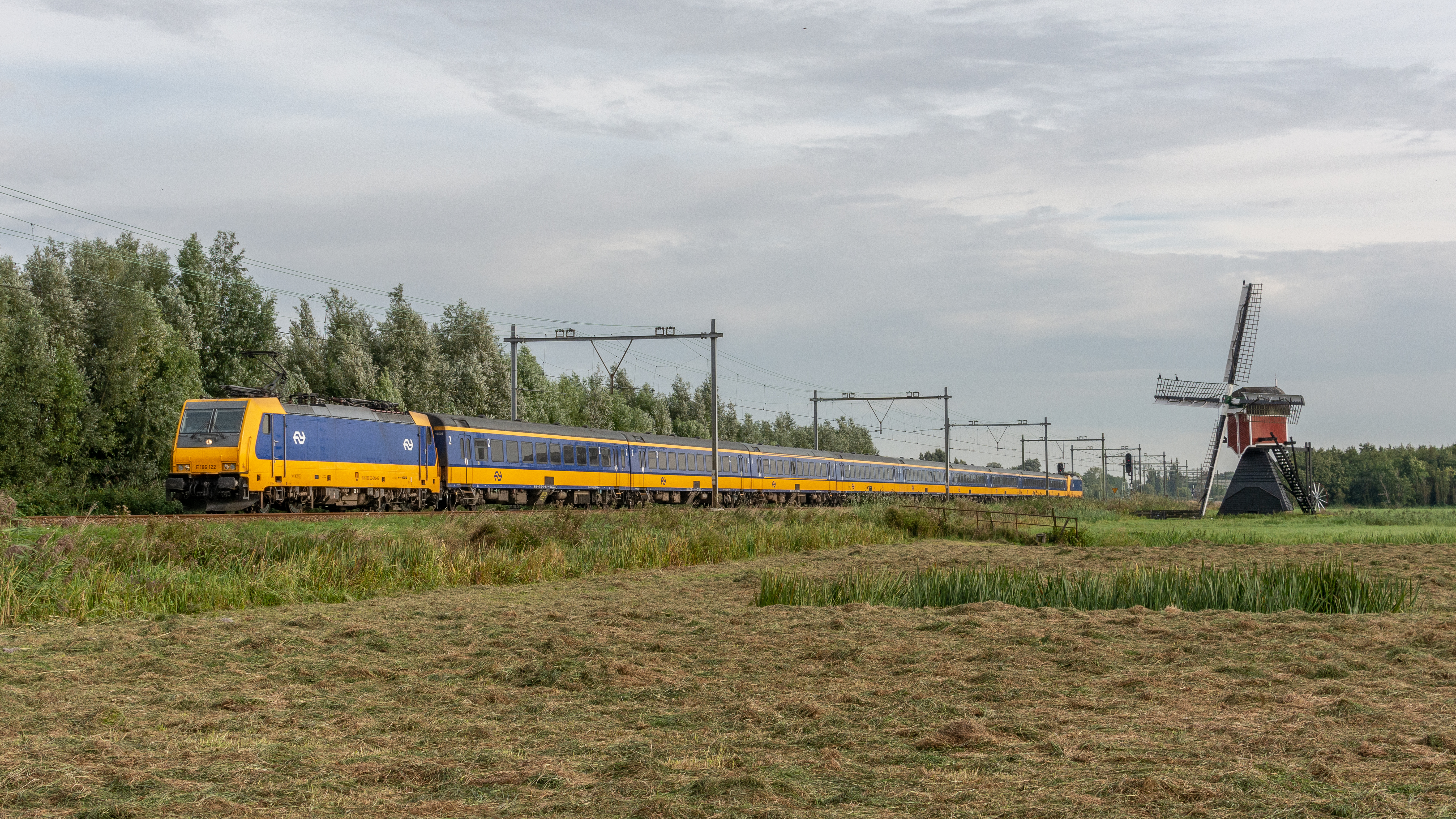
La ligne à Lisse, dans le nord de la Hollande-Méridionale.

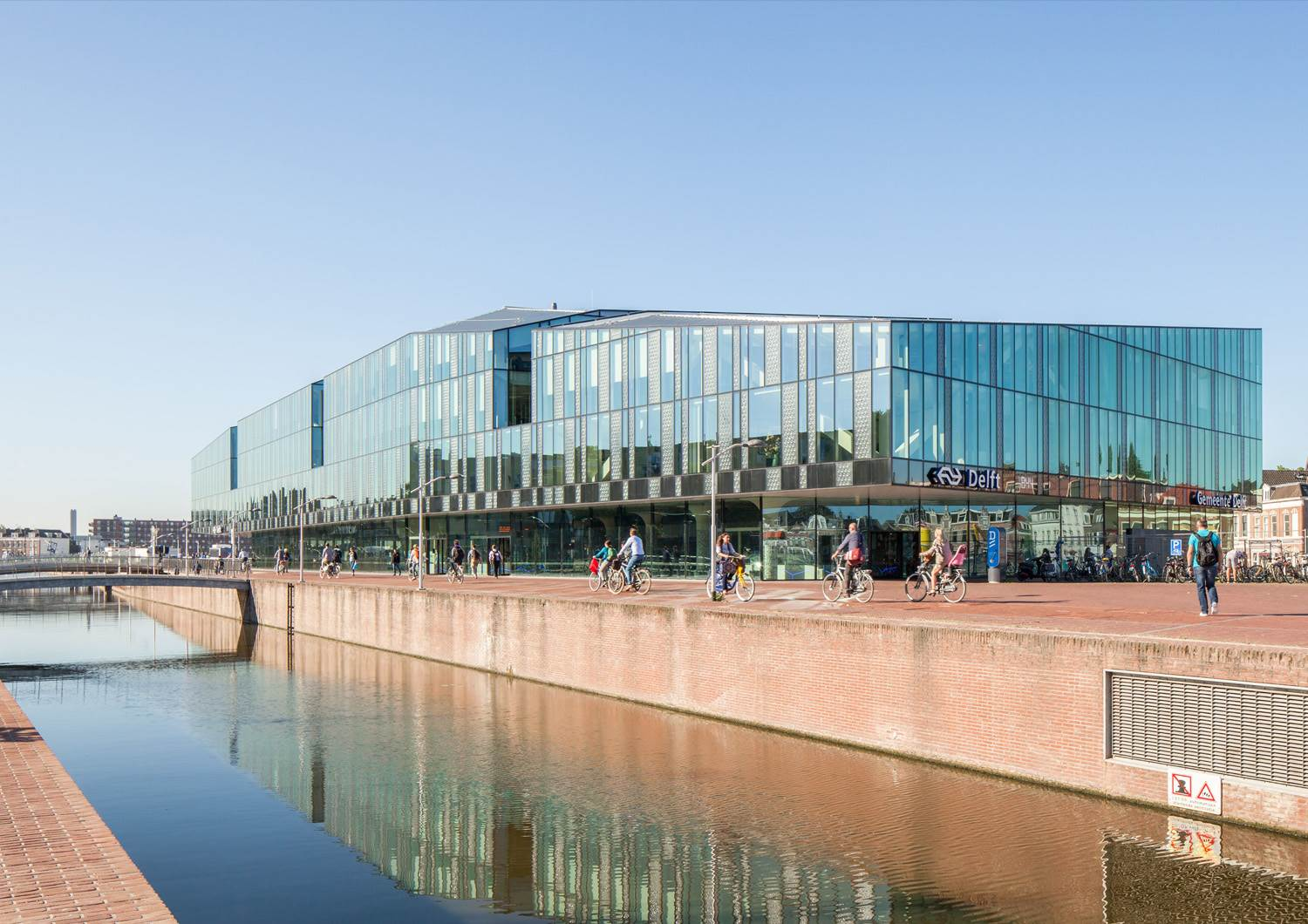
La nouvelle gare de Delft, inaugurée en 2015 après l'enfouissement du tronçon desservant la ville.

La ligne, qui comporte le plus vieux tronçon ferroviaire des Pays-Bas, suit la vieille route fluviale empruntée par les coches de Leyde à Sloterdijk, à travers Haarlem. Elle est ouverte au public entre 1839 et 1847 par la compagnie de chemin de fer Hollandsche IJzeren Spoorweg-Maatschappij. La plus vieille section, ouverte en 1839, relie Amsterdam à Haarlem.
La ligne atteint Leyde et La Haye en 1843 et voit son dernier tronçon de La Haye à Rotterdam ouvrir le 3 juin 1847.

### Réaménagements
De 1924 à 1927, la ligne d'Amsterdam à Rotterdam est électrifiée.
L'ouverture de la ligne de Leyde à Weesp, dite Schiphollijn (« ligne Schiphol »), en 1978, reliant les deux villes de Hollande via Hoofddorp, l'aéroport d'Amsterdam-Schiphol et la gare d'Amsterdam-Sud, ainsi que de la ligne reliant la gare centrale d'Amsterdam à l'aéroport d'Amsterdam-Schiphol (1986) via la gare d'Amsterdam-Sloterdijk et la gare d'Amsterdam-Lelylaan, assure une connexion plus rapide de Leyde à Amsterdam, via Schiphol. Néanmoins, la ligne historique passant par Haarlem reste une voie de circulation importante. Afin de permettre aux trains en provenance de Schiphol de continuer vers le sud après Leyde tout en maintenant la capacité normale de trafic de la ligne d'Amsterdam à Rotterdam, celle-ci comporte quatre voies entre Leyde et La Haye.
Dans les années 2010, la ligne d'Amsterdam à Rotterdam est enfouie dans le centre-ville de Delft — entre autres sous quelques monuments nationaux situés dans la commune, dont le moulin De Roos —, au moyen du creusement du tunnel Guillaume d'Orange (Willem van Oranjetunnel), long de 3,4 km, afin d'améliorer le cadre urbain et de créer une quatrième voie en gare.

## Exploitation

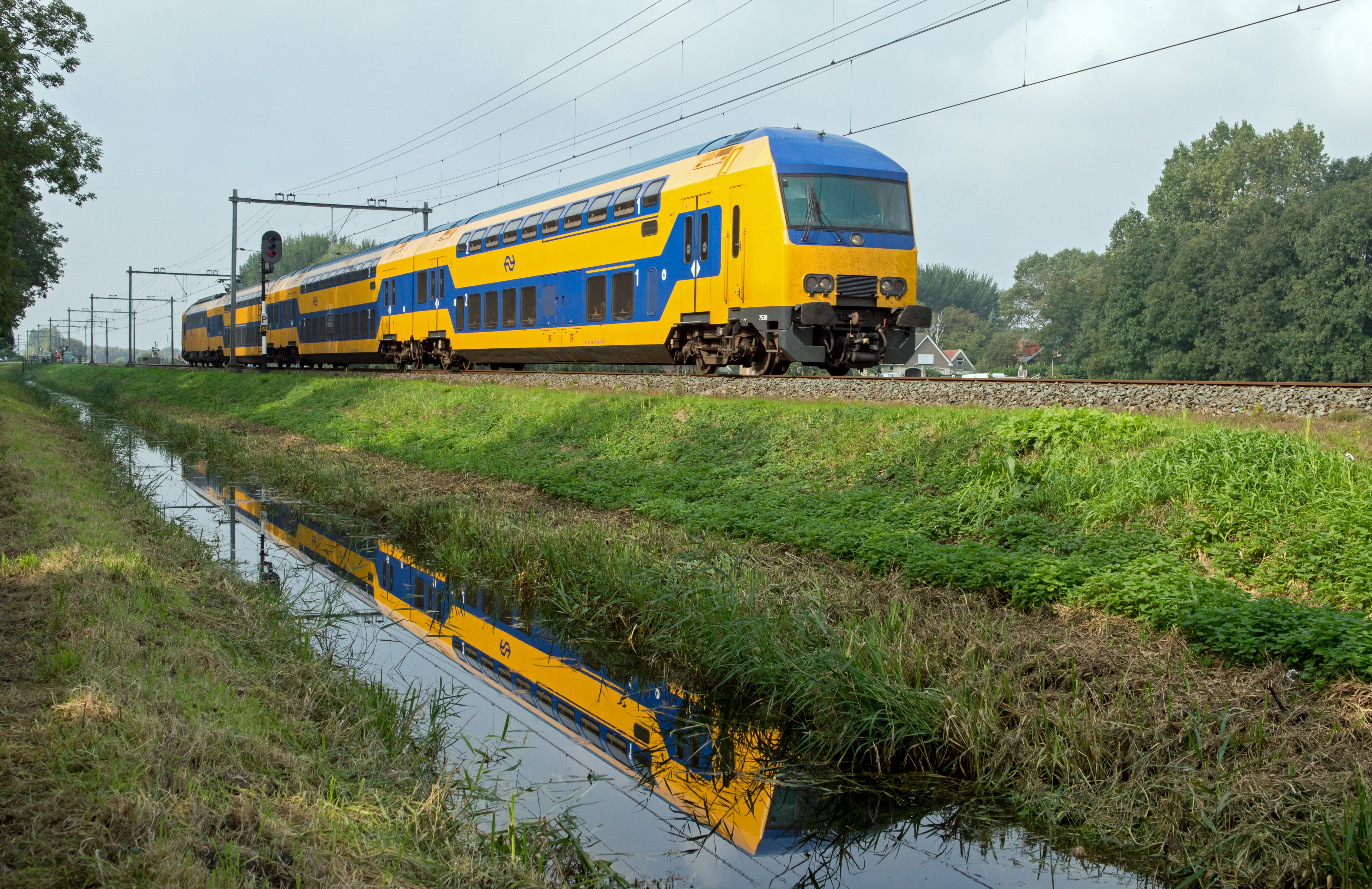
Service Intercity pour Amsterdam à Spaarnwoude.

La ligne est exploitée par Nederlandse Spoorwegen (NS), qui assure les services régionaux (Sprinter) et nationaux (Intercity). Il s'agit de l'une des lignes les plus fréquentées des Pays-Bas.